# Juan García-Santacruz Ortiz

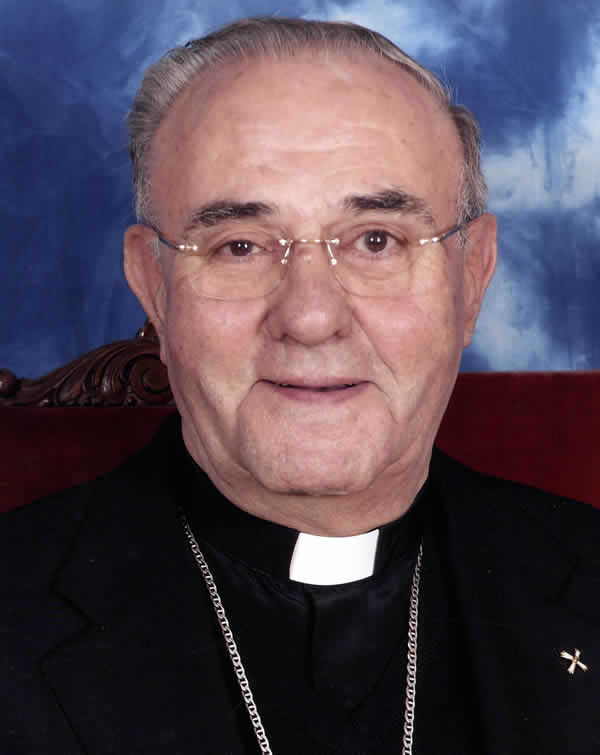
Bischof Juan García-Santacruz.

Juan García-Santacruz Ortiz (* 11. Januar 1933 in Navahermosa, Provinz Toledo; † 12. März 2011 in Toledo) war ein römisch-katholischer Theologe und Bischof von Guadix.

## Leben
Juan García-Santacruz Ortiz studierte 1956 nach dem Theologiestudium am Priesterseminar von Toledo Erziehungsphilosophie mit Schwerpunkt Psychologie. Er empfing am 26. Mai 1956 in Toledo die Priesterweihe. Er war als Seelsorger in verschiedenen Pfarreien tätig. Er war Leiter der Caritas Interparroquial (1974–1979) und Mitglied des Lehrkörpers der Schule der Priesterbruderschaft (1982–1992) und der Hochschule für Berater (1984–1992) sowie Kanoniker der Kathedrale von Toledo (1987–1992). Zudem lehrte er Religion an der Colegio Mayol (1973), das Instituto El Greco (1974–1978) und Instituto Alfonso X el Sabio (1978–1983).
Papst Johannes Paul II. ernannte ihn 1992 zum Bischof von Guadix. Die Bischofsweihe spendete ihm am 14. Juni 1992 Erzbischof Mario Tagliaferri, Apostolischer Nuntius in Spanien; Mitkonsekratoren waren Marcelo Kardinal González Martín, Erzbischof von Toledo, und José Méndez Asensio, Erzbischof von Granada. Seinem altersbedingten Rücktrittsgesuch wurde durch Papst Benedikt XVI. 2009 zugestimmt.
In der spanischen Bischofskonferenz CEE war er Mitglied der bischöflichen Kommissionen für Migration (1993–1996), Seminare und Universitäten (1993–1996) und des Laienapostolats (1996–2005). Von 2005 bis 2011 war er Mitglied der Bischöflichen Kommission für das kulturelle Erbe gewesen.